# Шатков Геннадій Іванович
Шатков Геннадій Іванович (рос. Шатков Геннадий Иванович; 27 травня 1932 — 14 січня 2009) — радянський боксер, олімпійський чемпіон з боксу в середній вазі (1956), дворазовий чемпіон Європи (1955, 1959), триразовий чемпіон СРСР (1955, 1956, 1958). Заслужений майстер спорту СРСР (1956), кандидат юридичних наук, професор.

## Біографія
Народився 27 травня 1932 року в місті Ленінграді. Під час німецько-радянської війни разом з батьками перебував у евакуації в Горьківській області.
У 1956 році закінчив юридичний факультет Ленінградського державного університету. У 1963 році захистив кандидатську дисертацію.
З 1965 по 1969 роки — проректор Ленінградського державного університету імені А. О. Жданова
З 1974 по 1992 роки — викладач з боксу Державного інституту (згодом — університету) фізичної культури імені П. Ф. Лесгафта, професор (1988).
У 1993—1996 роках — професор Балтійського еколого-політологічного університету.
У 1996—2001 роках — професор інституту правознавства і предприємництва.
Помер 14 січня 2009 року. Похований на Смоленському цвинтарі Санкт-Петербурга.

## Боксерська кар'єра
Заняття боксом розпочав у 14-річному віці у заслуженого тренера СРСР І. Осипова. Виступав за СКА (Ленінград).
Протягом 1953—1958 років був постійним призером першостей СРСР з боксу: чемпіоном (1955, 1956, 1958), срібним (1954, 1957) та бронзовим призером (1953).
Двічі, у 1955 та 1959 роках, перемагав на чемпіонатах Європи з боксу.
Також двічі, у 1956 та 1960 роках, брав участь у літніх Олімпійських іграх.
Всього провів 217 боїв, у 204 одержав перемогу.

### Олімпійські ігри
На літніх Олімпійських іграх 1956 року в Мельбурні (Австралія) брав участь у змаганнях середньоваговиків (до 75 кг). У першому раунді переміг канадійця Ральфа Госака. Після відмови італійця Джуліо Рінальді у чвертьфіналі, автоматично вийшов до півфіналу, де переміг аргентинця Віктора Салазара. У фінальному двобої, який відбувся 1 грудня 1956 року, переміг чилійця Рамона Тапію й став олімпійським чемпіоном.
На літніх Олімпійських іграх 1960 року в Римі (Італія) брав участь у змаганнях боксерів напівважкої ваги (до 81 кг). У першому поєдинку переміг Рея Сілліна з Люксембургу. У чверть-фінальному поєдинку поступився майбутньому олімпійському чемпіонові американцю Касіусу Клею.

## Державні нагороди
- Орден Леніна (1957)
- Заслужений майстер спорту СРСР (1956)
- Почесний знак «За заслуги в розвитку фізичної культури і спорту» (2002)

## Літературна діяльність
Автор понад 100 наукових праць, у тому числі книг «Великий ринг» (1969), «Жорстокі раунди» (1979, співавтор), «Юний боксер» (1982, співавтор).